# Pelargonium hermaniifolium
Pelargonium hermaniifolium är en näveväxtart som först beskrevs av Berg., och fick sitt nu gällande namn av Nikolaus Joseph von Jacquin. Pelargonium hermaniifolium ingår i släktet pelargoner, och familjen näveväxter. Inga underarter finns listade i Catalogue of Life.